# Saison 2 de Big Little Lies
Chronologie
Saison 1
Cet article présente la liste des épisodes de la deuxième saison de la série télévisée américaine Big Little Lies.

## Généralités
- La saison a été entièrement réalisée par Andrea Arnold, puis supervisé par Jean-Marc Vallée durant la phase de post-production, et écrite par David E. Kelley d'après une histoire inédite de Liane Moriarty.
- Aux États-Unis, la saison a été diffusée du 9 juin 2019 au 21 juillet 2019 sur HBO.
- Elle a été diffusée en simultané sur HBO Canada au Canada et sur Super Écran au Québec et en clair sur Noovo durant l'hiver 2022.
- En France, elle a été diffusée en version multilingue entre le 10 juin 2019 et le 22 juillet 2019 sur OCS City et a été rediffusée en clair entre le 15 septembre 2020 et le  30 septembre 2020 sur TF1.
- en Belgique et en Suisse, elle a également été diffusée en version multilingue entre le 10 juin 2019 et le 22 juillet 2019 sur Be 1 et RTS Un.

## Distribution

### Acteurs principaux
- Reese Witherspoon (VF : Laura Blanc) : Madeline Martha Mackenzie
- Nicole Kidman (VF : Danièle Douet) : Céleste Wright
- Shailene Woodley (VF : Jessica Monceau) : Jane Chapman
- Laura Dern (VF : Laurence Charpentier) : Renata Klein
- Zoë Kravitz (VF : Olivia Luccioni) : Bonnie Carlson
- Adam Scott (VF : Damien Boisseau) : Ed Mackenzie
- James Tupper (VF : Éric Aubrahn) : Nathan Carlson
- Jeffrey Nordling (VF : Joël Zaffarano) : Gordon Klein
- Kathryn Newton (VF : Camille Donda) : Abigail Carlson
- Iain Armitage (VF : Sarah Brannens) : Ziggy Chapman
- Alexander Skarsgård (VF : Nessym Guetat) : Perry Wright
- Meryl Streep (VF : Frédérique Tirmont) : Mary Louise Wright

### Acteurs récurrents
- Darby Camp (VF : Lisa Caruso) : Chloe Mackenzie
- Cameron Crovetti : Josh Wright
- Nicholas Crovetti : Max Wright
- Ivy George (en) : Amabella Klein
- Chloe Coleman : Skye Carlson
- P. J. Byrne (VF : Laurent Morteau) : le principal Nippal
- Sarah Sokolovic : Tori Bachman
- Robin Weigert (VF : Magali Barney) : Dr Amanda Reisman
- Merrin Dungey (VF : Laura Zichy) : inspecteur Adrienne Quinlan
- Douglas Smith (VF : Juan Llorca) : Corey Brockfield
- Mo McRae (VF : Jean-Michel Vaubien) : Michael Perkins
- Crystal R. Fox (VF : Isabelle Leprince) : Elizabeth Howard
- Martin Donovan (VF : Guillaume Bourbourlon) : Martin Howard
- Poorna Jagannathan (VF : Françoise Cadol) : Katie Richmond
- Denis O'Hare (VF : Nicolas Marié) : Ira Farber
- Christopher Backus : Joe

## Épisodes

### Épisode 1:Qu'est-ce qu'elles ont fait?
- États-Unis /  Canada /  Québec : 9 juin 2019 sur HBO[1] / HBO Canada / Super Écran
- France :
  - 10 juin 2019 sur OCS City[2]
  - 15 septembre 2020 sur TF1 (rediffusion)
- Belgique /  Suisse : 10 juin 2019 sur Be 1[3] / RTS Un[4]

- États-Unis : 1,423 million de téléspectateurs [5] (première diffusion)
- France : 1,35 million de téléspectateurs[6] (rediffusion sur TF1)

### Épisode 2:Les Cœurs révélateurs
- États-Unis /  Canada /  Québec : 16 juin 2019 sur HBO / HBO Canada / Super Écran
- France :
  - 17 juin 2019 sur OCS City
  - 22 septembre 2020 sur TF1 (rediffusion)
- Belgique /  Suisse : 17 juin 2019 sur Be 1 / RTS Un

- États-Unis : 1,47 million de téléspectateurs[7] (première diffusion)

### Épisode 3:La Fin du monde
- États-Unis /  Canada /  Québec : 23 juin 2019 sur HBO / HBO Canada / Super Écran
- France :
  - 24 juin 2019 sur OCS City
  - 22 septembre 2020 sur TF1 (rediffusion)
- Belgique /  Suisse : 24 juin 2019 sur Be 1 / RTS Un

- États-Unis : 1,62 million de téléspectateurs[8] (première diffusion)

### Épisode 4:Elle sait
- États-Unis /  Canada /  Québec : 30 juin 2019 sur HBO / HBO Canada / Super Écran
- France :
  - 1er juillet 2019 sur OCS City
  - 23 septembre 2020 sur TF1 (rediffusion)
- Belgique /  Suisse : 1er juillet 2019 sur Be 1 / RTS Un

- États-Unis : 1,61 million de téléspectateurs[9] (première diffusion)

### Épisode 5:Tue-moi
- États-Unis /  Canada /  Québec : 7 juillet 2019 sur HBO / HBO Canada / Super Écran
- France :
  - 8 juillet 2019 sur OCS City
  - 29 septembre 2020 sur TF1 (rediffusion)
- Belgique /  Suisse : 8 juillet 2019 sur Be 1 / RTS Un

- États-Unis : 1,77 million de téléspectateurs[10] (première diffusion)
- France : 1,16 million de téléspectateurs[11] (rediffusion sur TF1)

### Épisode 6:La Mauvaise Mère
- États-Unis /  Canada /  Québec : 14 juillet 2019 sur HBO / HBO Canada / Super Écran
- France : 
  - 15 juillet 2019 sur OCS City
  - 29 septembre 2020 sur TF1 (rediffusion)
- Belgique /  Suisse : 15 juillet 2019 sur Be 1 / RTS Un

- États-Unis : 1,63 million de téléspectateurs[12] (première diffusion)
- France : 660 000 téléspectateurs[11] (rediffusion sur TF1)

### Épisode 7:Je veux savoir
- États-Unis /  Canada /  Québec : 21 juillet 2019 sur HBO / HBO Canada / Super Écran
- France :
  - 22 juillet 2019 sur OCS City
  - 30 septembre 2020 sur TF1 (rediffusion)
- Belgique /  Suisse : 22 juillet 2019 sur Be 1 / RTS Un

- États-Unis : 1,981 million de téléspectateurs[13] (première diffusion)
- France : 504 000 téléspectateurs[11] (rediffusion sur TF1)

## Audiences

### Aux États-Unis
| N° d'épisode | Titre original       | Chaîne | Date de diffusion originale | Taux sur les 18-49 ans (en %) | Taux sur les 18-49 ans (en %) | Taux sur les 18-49 ans (en %) | Audience (en millions de téléspectateurs) | Audience (en millions de téléspectateurs) | Audience (en millions de téléspectateurs) |
| N° d'épisode | Titre original       | Chaîne | Date de diffusion originale | TV                            | DVR                           | Total                         | TV                                        | DVR                                       | Total                                     |
| ------------ | -------------------- | ------ | --------------------------- | ----------------------------- | ----------------------------- | ----------------------------- | ----------------------------------------- | ----------------------------------------- | ----------------------------------------- |
| 1            | What Have They Done? | HBO    | 9 juin 2019                 | 0,4                           | 0,3                           | 0,7                           | 1,42                                      | 1,12                                      | 2,54                                      |
| 2            | Tell Tale Hearts     | HBO    | 16 juin 2019                | 0,5                           | 0,4                           | 0,9                           | 1,47                                      | 1,34                                      | 2,81                                      |
| 3            | The End of World     | HBO    | 23 juin 2019                | 0,4                           | 0,4                           | 0,8                           | 1,62                                      | 1,19                                      | 2,81                                      |
| 4            | She Knows            | HBO    | 30 juin 2019                | 0,4                           | 0,4                           | 0,8                           | 1,61                                      | 1,17                                      | 2,77                                      |
| 5            | Kill Me              | HBO    | 7 juillet 2019              | 0,5                           | 0,4                           | 0,9                           | 1,77                                      | 1,23                                      | 3,00                                      |
| 6            | The Bad Mother       | HBO    | 14 juillet 2019             | 0,4                           | 0,4                           | 0,8                           | 1,63                                      | 1,20                                      | 2,84                                      |
| 7            | I Want to Know       | HBO    | 21 juillet 2019             | 0,5                           | 0,4                           | 0,9                           | 1,98                                      | 1,18                                      | 3,17                                      |

### En France
| N° d'épisode | Date de diffusion | Chaîne | Audience (en nombre de téléspectateurs) | Part d'audience (en %) |
| ------------ | ----------------- | ------ | --------------------------------------- | ---------------------- |
| 1            | 15 septembre 2020 | TF1    | 1 350 000                               | 10,3 %                 |
| 2            | 22 septembre 2020 | TF1    | indeterminé                             | indeterminé            |
| 3            | 22 septembre 2020 | TF1    | indeterminé                             | indeterminé            |
| 4            | 23 septembre 2020 | TF1    | indeterminé                             | indeterminé            |
| 5            | 29 septembre 2020 | TF1    | 1 160 000                               | 9,8 %                  |
| 6            | 29 septembre 2020 | TF1    | 660 000                                 | 10,3 %                 |
| 7            | 30 septembre 2020 | TF1    | 504 000                                 | 14 %                   |